# Hato del Yaque
Hato del Yaque – miasto i gmina na Dominikanie, położone w północnej części prowincji Santiago.

## Opis
Miasto obecnie zajmuje powierzchnię 39,3 km² i liczy 23 637 mieszkańców 1 grudnia 2010.